# Les Conquérants d'Omale
Les Conquérants d'Omale est un roman de science-fiction français de Laurent Genefort publié en 2002, deuxième volet du cycle d'Omale. 

## Résumé
La guerre fait rage sur l'Aire humaine de la sphère d'Omale depuis des temps immémoriaux. Un front de 20 000 km sépare les deux races les plus agressives, Humains et Chiles, tandis que les Hodgqins tirent leur épingle du jeu en tenant le rôle de conciliateur. Dans cette guerre éternelle et sans vainqueur, les belligérants épuisent leurs ressources en combats inutiles et voient leurs connaissances scientifiques régresser.

Les Humains ont un retard technologique qui les désavantage face aux Chiles. Afin de renverser le cours de la guerre, un commando composé de combattants particulièrement aptes à la survie est envoyé pour récupérer une arme très ancienne.

Ailleurs sur Omale, une ambassade de paix a lieu entre les Humains et les Chiles dont l'issue est menacée par un complot.

Et loin du front, une mystérieuse plaque de ténèbres avance « à la vitesse d’un cheval au galop » congelant tout sur son passage.

## Citations
Cet Apologue figure en exergue de la deuxième partie du roman :

« Un Humain possédait un champ. Un Chile arriva et l’Humain dit, afin de préserver son bien :

— J’ai empoisonné la terre.

Le Chile repartit et l’Humain retourna chez lui, mangea et s’endormit. Le lendemain, il retourna dans son champ et y trouva à nouveau le Chile.

— Que fais-tu encore là ? répéta-t-il. J’ai empoisonné la terre.

Le Chile sortit du champ en déclarant :

— Moi aussi. »

## Éditions
- Laurent Genefort, Les Conquérants d'Omale, éditions J'ai lu no 6063, collection Millénaires, illustration Eikasia, aout 2002  (ISBN 2-290-32049-8).
- Réédition J'ai lu, collection SF no 7515, illustration Richard Guérineau, janvier 2005  (ISBN 2-290-32553-8).
- Réédition Denoël dans le recueil Omale, l'Aire humaine tome 1, collection Lunes d'encre no 138, illustration Manchu, octobre 2012  (ISBN 978-2-207-10965-6).
- Réédition Gallimard dans le recueil Omale, l'Aire humaine tome 1, collection Folio SF no 507, illustration Manchu, février 2015  (ISBN 978-2-07-046275-9).

Le roman été publié au Japon chez l’éditeur Hayakawa en aout 2014  (ISBN 9784153350168).